# Etmoide

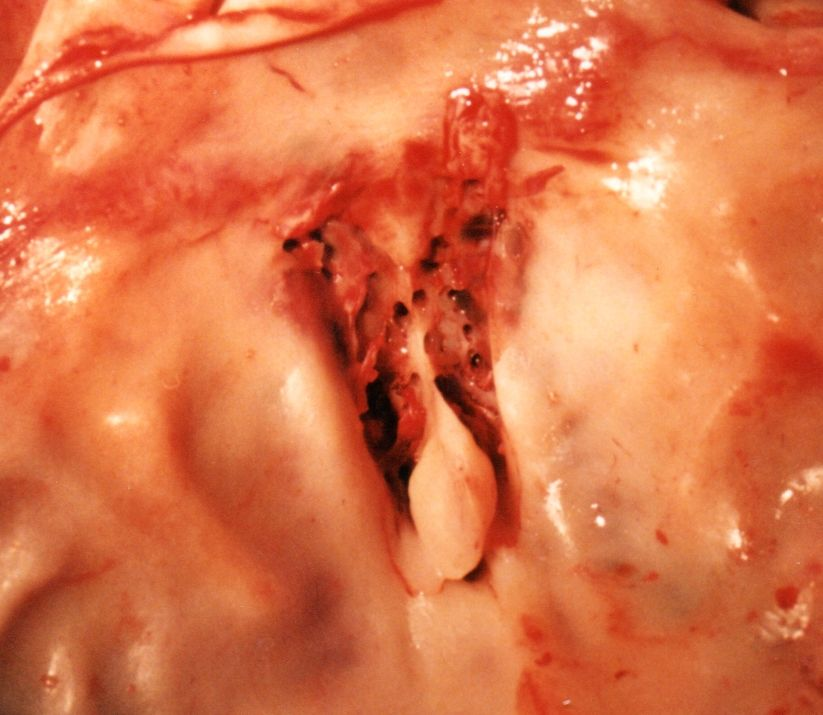
Fractura de la làmina cribrosa de l'etmoide.

L'etmoide és un os curt i compacte, central, imparell i simètric, situat a l'escotadura etmoidal de l'os frontal i davant l'esfenoide.
Està compost per una làmina vertical i mitja, una làmina horitzontal perpendicular a la primera i dues masses laterals. És un os de superfícies molt anfractuoses i amb nombroses cavitats (cel·les etmoidals).

## Anatomia

### Porció horitzontal
També denominada làmina cribrosa de l'etmoide. És una làmina quadrangular amb múltiples orificis per als nervis olfactoris. En la seva cara superior, en la línia migsagital, presenta una prominència denominada crista galli.

### Porció vertical
És l'apòfisi crista galli: situada per sobre de la làmina horitzontal. La seva base descansa en la làmina horitzontal. El seu vèrtex dona inserció a la falç del cervell. La seva vora anterior completa el forat cec làmina perpendicular de l'etmoides: surt de la làmina cribrosa cap avall, formant la part superior del septe nasal.

### Masses laterals
També es coneixen com a laberints o masses esponjoses. Contenen les cel·les aèries etmoidals que, segons la seva localització, es denominen anteriors, mitjanes o posteriors. Formen part de la paret medial de les òrbites i de les parets laterals (externes) de les fosses nasals.